# Le Puy-en-Velay
Le Puy-en-Velay (phát âm tiếng Pháp: [lə pɥiɑ̃vəlɛ]; tiếng Occitan: Lo Puèi de Velai [lu ˈpœj ðə vəˈlaj]) là tỉnh lỵ của tỉnh Haute-Loire, ở vùng trung nam của Pháp gần sông Loire. Cư dân của nơi này có tên gọi là Ponots. Thành phố này nổi tiếng nhờ các nhà thờ, đậu lằng, và đăng ten.

## Khí hậu
Le Puy có khí hậu lục địa ẩm (phân loại khí hậu Köppen Dfb).
| Dữ liệu khí hậu của Le Puy-en-Velay (1981–2010) | Dữ liệu khí hậu của Le Puy-en-Velay (1981–2010) | Dữ liệu khí hậu của Le Puy-en-Velay (1981–2010) | Dữ liệu khí hậu của Le Puy-en-Velay (1981–2010) | Dữ liệu khí hậu của Le Puy-en-Velay (1981–2010) | Dữ liệu khí hậu của Le Puy-en-Velay (1981–2010) | Dữ liệu khí hậu của Le Puy-en-Velay (1981–2010) | Dữ liệu khí hậu của Le Puy-en-Velay (1981–2010) | Dữ liệu khí hậu của Le Puy-en-Velay (1981–2010) | Dữ liệu khí hậu của Le Puy-en-Velay (1981–2010) | Dữ liệu khí hậu của Le Puy-en-Velay (1981–2010) | Dữ liệu khí hậu của Le Puy-en-Velay (1981–2010) | Dữ liệu khí hậu của Le Puy-en-Velay (1981–2010) | Dữ liệu khí hậu của Le Puy-en-Velay (1981–2010) |
| Tháng                                           | 1                                               | 2                                               | 3                                               | 4                                               | 5                                               | 6                                               | 7                                               | 8                                               | 9                                               | 10                                              | 11                                              | 12                                              | Năm                                             |
| ----------------------------------------------- | ----------------------------------------------- | ----------------------------------------------- | ----------------------------------------------- | ----------------------------------------------- | ----------------------------------------------- | ----------------------------------------------- | ----------------------------------------------- | ----------------------------------------------- | ----------------------------------------------- | ----------------------------------------------- | ----------------------------------------------- | ----------------------------------------------- | ----------------------------------------------- |
| Cao kỉ lục °C (°F)                              | 17.8 (64.0)                                     | 20.5 (68.9)                                     | 24.3 (75.7)                                     | 25.1 (77.2)                                     | 29.7 (85.5)                                     | 34.1 (93.4)                                     | 37.4 (99.3)                                     | 35.8 (96.4)                                     | 33.5 (92.3)                                     | 26.5 (79.7)                                     | 21.8 (71.2)                                     | 16.9 (62.4)                                     | 37.4 (99.3)                                     |
| Trung bình ngày tối đa °C (°F)                  | 4.9 (40.8)                                      | 6.1 (43.0)                                      | 9.7 (49.5)                                      | 12.7 (54.9)                                     | 16.8 (62.2)                                     | 21.3 (70.3)                                     | 24.6 (76.3)                                     | 23.9 (75.0)                                     | 19.8 (67.6)                                     | 14.8 (58.6)                                     | 8.8 (47.8)                                      | 5.7 (42.3)                                      | 14.1 (57.4)                                     |
| Tối thiểu trung bình ngày °C (°F)               | −3.0 (26.6)                                     | −2.8 (27.0)                                     | −0.5 (31.1)                                     | 1.8 (35.2)                                      | 5.5 (41.9)                                      | 8.8 (47.8)                                      | 11.0 (51.8)                                     | 10.6 (51.1)                                     | 7.7 (45.9)                                      | 5.2 (41.4)                                      | 0.7 (33.3)                                      | −1.9 (28.6)                                     | 3.6 (38.5)                                      |
| Thấp kỉ lục °C (°F)                             | −21.6 (−6.9)                                    | −20.8 (−5.4)                                    | −22.0 (−7.6)                                    | −10.2 (13.6)                                    | −4.4 (24.1)                                     | −1.3 (29.7)                                     | 1.8 (35.2)                                      | −0.8 (30.6)                                     | −2.5 (27.5)                                     | −9.2 (15.4)                                     | −13.4 (7.9)                                     | −18.2 (−0.8)                                    | −22.0 (−7.6)                                    |
| Lượng Giáng thủy trung bình mm (inches)         | 40.3 (1.59)                                     | 31.6 (1.24)                                     | 37.8 (1.49)                                     | 61.4 (2.42)                                     | 84.6 (3.33)                                     | 68.4 (2.69)                                     | 58.8 (2.31)                                     | 64.3 (2.53)                                     | 75.0 (2.95)                                     | 72.1 (2.84)                                     | 54.6 (2.15)                                     | 43.1 (1.70)                                     | 692.0 (27.24)                                   |
| Số ngày giáng thủy trung bình                   | 7.3                                             | 6.7                                             | 7.2                                             | 9.9                                             | 10.7                                            | 8.3                                             | 6.7                                             | 7.8                                             | 7.7                                             | 9.2                                             | 8.3                                             | 7.1                                             | 96.9                                            |
| Số giờ nắng trung bình tháng                    | 93.7                                            | 111.1                                           | 166.9                                           | 163.8                                           | 191.0                                           | 221.4                                           | 261.2                                           | 234.6                                           | 179.7                                           | 126.7                                           | 84.0                                            | 75.5                                            | 1.909,6                                         |
| Nguồn: Météo France                             |                                                 |                                                 |                                                 |                                                 |                                                 |                                                 |                                                 |                                                 |                                                 |                                                 |                                                 |                                                 |                                                 |

## Nhân khẩu học
| 1962   | 1968   | 1975   | 1982   | 1990   | 1999   |
| ------ | ------ | ------ | ------ | ------ | ------ |
| 26 045 | 26 389 | 26 594 | 24 064 | 21 743 | 20 490 |